# Joaquín Marco
Joaquín Marco Revilla (Barcelona, 1935 - circa; 3 de julio de 2020) fue un poeta, crítico literario y filólogo español, incluido en la Antología de la nueva poesía española (1968) de José Batlló.

## Biografía
Nació en el barrio barcelonés del Raval, y desde allí vivió de muy pequeño la guerra civil. En 1958 se licenció en Filosofía y Letras en la Universidad de Barcelona, donde luego fue profesor y catedrático de Historia de la Literatura Española hasta su jubilación. En el año 1961 desempeñó el cargo de lector de español en la Universidad de Liverpool. Su maestro en el ámbito académico fue José Manuel Blecua, director de su tesis doctoral, Los pliegos sueltos poéticos en el siglo XIX: introducción al estudio del pliego de cordel y de sus vertientes literarias (1750-1850).[cita requerida]
Como crítico literario, ha escrito reseñas y artículos de literatura en La Vanguardia, El Periódico de Catalunya, ABC o en «El Cultural» de La Razón y El Mundo. Antes, sin embargo, desempeñó la labor de dirigir la sección de crítica literaria de la revista Destino entre 1968 y 1980, invitado por Josep Vergés para sustituir a Joan Fuster. Tanto ahí como en Ínsula y Estudis Romànics, entre otras muchas revistas, Marco dejó la huella de un vasto interés por la literatura hispanoamericana, la literatura española del exilio y la literatura catalana de posguerra.[cita requerida]
Trabajó como editor en Seix Barral, dirigió la Editorial Salvat y fundó Llibres de Sinera. Además, dirigió la colección Ocnos, una plataforma de renovación de la poesía en los años setenta y ochenta. Allí publicaron libros Leopoldo María Panero, Manuel Vázquez Montalbán, José Agustín Goytisolo, Juan-Gil Albert y Fernando Quiñones, junto a los poetas hispanoamericanos que Joaquín Marco intentaba importar a España: Alejandra Pizarnik, Lezama Lima o Nicanor Parra. A él se deben, de hecho, los primeros intentos en Barcelona por estudiar la literatura latinoamericana y por divulgarla entre el público lector.[cita requerida]
En 2006 fue galardonado con la Cruz de Sant Jordi en reconocimiento al conjunto de su obra.
Su fallecimiento fue dado a conocer el 3 de julio de 2020. Murió a causa de un cáncer de páncreas.

## Obra poética
Debido a las dificultades de clasificación y sistematización, la poesía de Joaquín Marco no ha sido divulgada ni comentada con rigor. En sus poemas se aúnan modalidades tan dispares como el lirismo, la narración, la estructura teatralizada y el aforismo, y se persigue una experimentación lingüística cercana a la vanguardia y a la antipoesía. Fiesta en la calle (1961), su primera obra, recoge las influencias tempranas de Juan Ramón Jiménez y de Blas de Otero. Se publicó en la colección 'Fe de vida', fundada por Joaquim Horta y dirigida por Josep María Castellet, poco después de Compañeros de viaje de Jaime Gil de Biedma. En Abrir una ventana a veces no es sencillo (1965), Marco practicó una poesía más narrativa y prosaica, influido en este caso por las teorías anglófilas de Gil de Biedma y por los gustos de José Batlló, editor recién llegado de Sevilla que publicaría la obra en su colección El Bardo. Con Algunos crímenes y otros poemas (1971) y Aire sin voz (1974), el poeta abrió nuevas vías experimentales con las que trataba de concentrar bajo los moldes del verso la estructura de la novela negra o de la ciencia ficción.[cita requerida]
Los temas preferidos por Joaquín Marco en su poesía fueron el paso del tiempo y el sarcasmo.[cita requerida]
Julio Cortázar le escribió la siguiente carta, que Joaquín Marco incluyó como pórtico a su poesía reunida:

Tus poemas eligen su terreno preciso, dicen lo que tienen que decir y se detienen exactamente allí donde debe empezar el silencio. En general no sucede así, tampoco en América Latina, donde muchas veces se tiene la impresión de que el poema sigue innecesariamente y, claro, cae en la retórica o la repetición. Tu manera de salirte de la página es casi siempre infalible, y deja en el lector una impresión muy bella y muy emocionada..
Julio Cortázar

## Obras

### Poesía
- Fiesta en la calle (1961)
- Abrir una ventana a veces no es sencillo (1965)
- Algunos crímenes y otros poemas (1971)
- Aire sin voz (1974)
- Esta noche (1978)
- El significado de nuestro presente (1983)
- El muro de Berlín (2003)
- Poesía secreta.1961-2004 (2010, Bruguera)
- Variaciones sobre un mismo paisaje (2012, Visor, prólogo de Jordi Gracia)

### Estudios y ensayos
- Poesia popular política del segle XIX (1967)
- Sobre literatura catalana i altres assaigs (1968)
- Ejercicios literarios (1969)
- Literatura popular en España en los siglos XVIII y XIX : una aproximación a los pliegos de cordel (1977, Taurus)
- La nova poesia catalana (1980) con Jaume Pont
- La nueva voz de un continente (1982, Salvat)
- La literatura hispanoamericana (1983)
- El modernisme literari (1984)
- Literatura hispanoamericana: del modernismo a nuestros días (1987, Espasa-Calpe)
- La llegada de los bárbaros. La recepción de la literatura hispanoamericana en España, 1960-1981 (2004, Edhasa) con Jordi Gracia